# Impozantní selhání
Impozantní selhání (v anglickém originále Epic Fail) je třetí epizoda z šesté řady amerického lékařského dramatu Dr. House.

## Děj
Hráči ve videohře známé jako SavageScape bojují s divokými stvořeními. Po skončení hry najdou testeři svého šéfa Vince Pearsona, který tvrdí, že jeho ruce jsou „v ohni“. Když House podá Nolanovi, svému psychiatrovi, zprávu, že se mu bolest nohy vrátila, Nolan navrhuje, aby si House vybral koníček, na který by se mohl zaměřit. House se rozhodne se naučit vařit. Připojuje se k Wilsonovi ve třídě vaření. 
Foreman chce řídit diagnostické oddělení a Cuddyová mu dává šanci to udělat. Foreman se usadí v Houseově kanceláři a diskutuje o Vinceově případu s Taubem a Třináctkou. 
Foreman plánuje pacienta léčit na reflexní sympatickou dystrofii pomocí spinální stimulace. Vince si ale vyhledal své příznaky na internetu a myslí si, že má otravu rtutí. Třináctka a Taub ignorují Foremanovy příkazy a provádějí test na rtuť a ne spinální stimulaci. Přestože Foreman řekl, test na otravu rtutí byl negativní, Vince požaduje léčbu otravy rtuti. Jak Taub a Třináctka zahájí spinální stimulaci, Vinceovy plíce se začnou naplňovat tekutinou. Zesílená levá komora v jeho srdci způsobuje plicní edém. Taub má podezření na užívání kokainu. Foreman připouští Třináctce, že se srovnával s Housem. Taub a Třináctka jdou hledat Vincovou kancelář. 
Když Třináctka s Taubem hraje v kanceláři vývojáře SavageScape, stěžuje si, že jí Foreman řekl, že než aby se jí zeptal jestli chce jít na večeři, tak  rovnou zarezervoval stůl. Třináctka si uvědomuje, že Vince při výzkumu ptáků ve videohře mohl chytit chorobu spojenou s influenzou ptáků. Později, Třináctka zjistí, že Vince má tříhodinovou erekci. Lékaři implantují stent pro priapizmus. Třináctka naznačuje, že by mohlo jít o mozkový nádor, ale Foreman ji přepíše diagnózou na trombocytózu. Taub souhlasí s Foremanem. Třináctka a Foreman se dohadují o nové dynamice ve svém vztahu, když v pacientově pokoji vidí neznámého lékaře. 
Cuddyová navštěvuje House ve Wilsonově bytě. Vaří s čínským spolužákem a mluví o Cuddyové v čínštině. Cuddyová chce vědět, jestli je ona důvodem, proč House opustil nemocnici. Říká že ne. House se později rozhodne vzdát vaření, protože se mu bolest nohou vrací. Svěřuje se doktorovi Nolanovi, že se bojí vrátit se k Vicodinu. Později se House vrací do svého bytu a najde lahvičku Vicodinu, kterou ukryl. Wilson zjistí, že se House cítí mnohem lépe, což ho znepokojuje. Wilson sdílí své obavy s Cuddyovou. Říká jí, že nechal testovat Houseovu moč a že byl test negativní, protože šlo o moč psa. Wilson a Cuddyová konfrontují House. Aby dokázal, že je čistý, močí v jejich přítomnosti. 
Vince zveřejňuje své příznaky na internetu. Někteří lékaři přicházejí, aby ho diagnostikovali. Než je Foreman vyhodí, jeden lékař navrhne mozkový nádor. Třináctka se pokouší být diplomatickou tím, že říká, že diagnóza Foremana i druhého lékaře má význam. Foreman je naštvaný, že ho Třináctka nepodpořila úplně. Vinceova MRI vychází čistě, takže Foreman přikazuje Třináctce, aby ho léčili na trombocytózu. Foreman se později omlouvá Třináctce. Vinceovy lymfatické uzliny se zvětšily. Foreman se mýlil v souvislosti s trombocytózou. Vince nabízí odměnu 25 000 dolarů za odpověď online. Tým je zaplaven podněty od veřejnosti. Vince se rozhodne pro majoritní diagnózou a požaduje, aby byl testován na amyloidózu. Foreman s ním uzavře dohodu: Foreman ho otestuje na amyloidózu, ale pokud bude výsledek testu negativní, musí Vince přestat žádat o pomoc na internetu. 
Mezitím Taub skončil poté, co obdržel doporučení od přítele, aby zahájil chirurgickou praxi. Foreman tomuto činu nerozumí, protože drží diagnostické oddělení, aby si Taub a Třináctka mohli udržet svou práci. Taub vysvětluje, že sem přišel do práce kvůli Houseovi, ne oddělení. Foreman je odrazován a obrátí se na Třináctku o podporu. 
Výsledky testu ukazují, že se usazeniny v renálním endotelu shodují s amyloidózou. Vince má halucinace, že je ve světě videohry. Také má horečku. Třináctka a Foreman diskutují o diagnóze, zatímco Vince je ve studené vaně. Třináctka se chce obrátit na internetové teorie, ale Foreman si myslí, že Vince trpí depozicí lehkého řetězce (LCDD), kterou lze léčit chemoterapií. Později ho Foreman osprchuje a všimne si svých zkrabatěných prstů. Spěchá, aby zastavil chemoterapii. 

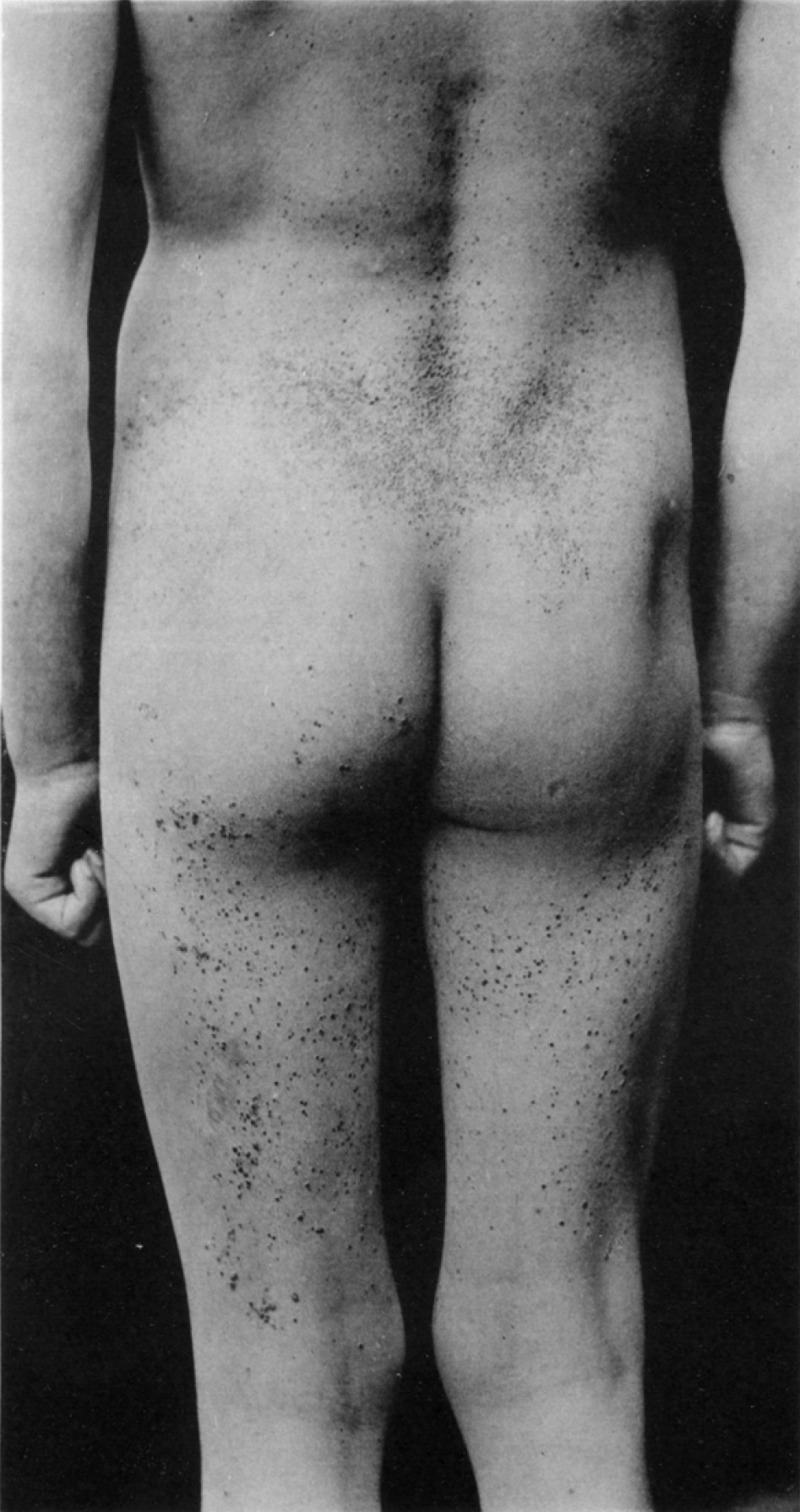
Pokročilé stádium Fabryho choroby

Vinceovy prsty se po hodině ve vaně nezkrabatily. To je příznak Fabryho choroby. Třináctka také dospělo k tomuto závěru na základě jodových příušnic, které vycházely z internetového návrhu. Třináctka přichází navštívit Foremana v Houseově kanceláři. Je naštvaný, ale potřebuje její lásku. Kvůli tomuto konfliktu Foreman vyhodí Třináctku. 
House se objeví v kanceláři Dr. Nolana s šekem na 25 000 dolarů. Byl to on, kdo vyřešil Vinceův případ online. House řekne Nolanovi, že když začal diagnostikovat případy, bolest v jeho noze se zastavila. Nolan si myslí, že je nejlepší, aby se House vrátil k diagnostické medicíně, aby ho zachránil před závislostí.   

## Diagnózy
- špatné diagnózy: reflexní sympatická dystrofie, otrava rtutí,  užívání kokainu, onemocnění přenesené ptáky, nádor na mozku, trombocytóza, amyloidóza, depozice lehkého řetězce
- správná diagnóza: Fabryho choroba